# Whistle Down the Wind
Whistle Down the Wind je studiové album americké písničkářky Joan Baez. Vydáno bylo 2. března roku 2018 společností Proper Records. Jde o její první desku po téměř deseti letech – své poslední album nazvané Day After Tomorrow vydala v září 2008. Je složené z coververzí písní například od Toma Waitse či skupiny Antony and the Johnsons. Stejně jako zpěvaččino předchozí album Day After Tomorrow je i toto pojmenováno podle písně Toma Waitse. Producentem alba byl Joe Henry a nahráno bylo během deseti dnů v Los Angeles.

## Seznam skladeb
1. Whistle Down the Wind (Tom Waits a Kathleen Brennan)
2. Be of Good Heart (Josh Ritter)
3. Another World (Anohni)
4. Civil War (Joe Henry)
5. The Things That We Are Made Of (Mary Chapin Carpenter)
6. The President Sang Amazing Grace (Zoe Mulford)
7. Last Leaf (Tom Waits a Kathleen Brennan)
8. Silver Blade (Josh Ritter)
9. The Great Correction (Eliza Gilkyson)
10. I Wish The Wars Were All Over (Tim Eriksen)